# 南紐斯特德 (紐約州)
南紐斯特德（英語：South Newstead）是位於美國紐約州伊利縣的非建制地區。

## 歷史
南紐斯特德的郵局於1870年設立，其後於1907年停運。

## 地理
南紐斯特德所處的海拔為高於海平面242米（即794英呎），而該地所採用的時區為UTC-5，即北美东部时区（EST）。同時該地設有夏令時間，為UTC-5調快一小時，即UTC-4（EDT）。